# LG Arena (KM900)
De LG KM900, ook wel LG Arena genoemd is een mobiele telefoon van LG Electronics. De telefoon werd op 16 februari 2009 aangekondigd tijdens het Mobile World Congress, de KM900 is de eerste telefoon met LG's nieuwe 3D S-Klasse gebruikersinterface. In de voorverkoop werd de KM900 een miljoen keer verkocht.
De S-Klasse is een 3D gebruikersinterface die gebaseerd is op aanraking, de interface zorgt ervoor dat menu's eruit komen te zien alsof ze op een filmstrip zitten. Er kan tussen meerdere opties gekozen door het heen-en-weer bewegen van de vingers. De lay-out is gebaseerd op een kubus die ervoor zorgt dat er gekozen kan worden tussen vier beginschermen. Het is zo ontworpen dat er maximaal geprofiteerd kan worden van de flexibiliteit van de touchscreen interface en dat er onnodige stappen vermeden worden. De gebruiksinterface reageert op hoe de KM900 in de hand wordt gehouden, wisselend tussen portret- en landschapmodussen.
De KM900 is een mobiele telefoon met een metalen behuizing, beschikbaar in zilver en zwart titanium kleurschema's. Het heeft een 3inch-WVGA-, glazen touchscreen met een resolutie van 800x400 pixels. De 5 megapixel-CMOS Schneider Kreuznach-camera met ledflits kan tot 120 frames per seconde opnemen in QVGA kwaliteit, 30 frames per seconde in dvd-formaat of 15 frames per seconde coderen in H.264 formaat. Het heeft een automatische en een handmatige functie om de camera scherp te zetten. De KM900 is de eerste globaal uitgebrachte telefoon met daarop Dolby Mobile Surround Sound. Het interne geheugen bestaat uit 8 gigabyte en er is de mogelijkheid om het via een microSD-kaart uit te breiden naar 32 gigabyte. Op de telefoon kan Google, Google Maps, Gmail, YouTube en Google Blogs gebruikt worden.